# 白根武史
白根 武史 (しらね たけし、1952年〈昭和27年〉9月5日 - ) は、日本の実業家。トヨタ自動車東日本シニアエグゼクティブアドバイザー。復興庁復興推進委員会委員、東北経済連合会副会長も務める。元トヨタ自動車株式会社専務役員、同社顧問、同社常勤監査役、トヨタ自動車東日本代表取締役会長。

## 経歴・人物
大阪府出身。早稲田大学第一文学部卒業後、1977年（昭和52年）にトヨタ自動車工業（現･トヨタ自動車）入社。
2001年（平成13年）に同社生産管理部長、2005年（平成17年）に同社常務役員、2009年（平成21年）に同社専務取締役、2011年（平成23年）に同社専務役員、2012年（平成24年）6月に同社顧問を経て、同年7月のトヨタ自動車東日本の開設と同時に同社の代表取締役社長に就任。。2019年（令和元年）10月からは同社代表取締役会長に就任し、2023年（令和5年）4月にシニアエグゼクティブアドバイザーに退いた。同年6月から2025年6月までトヨタ自動車常勤監査役を務めた。
このほか、2013年度（平成25年度） - 2014年度（平成26年度）日本自動車車体工業会会長。